# 1904 en musique classique
| \| • Retour à la chronologie générale de la musique classique • \| |
| Grèce • Rome • Haut Moyen Âge • VIIIe siècle • IXe siècle • Xe siècle • XIe siècle XIIe siècle • XIIIe siècle • XIVe siècle • XVe siècle • XVIe siècle • XVIIe siècle XVIIIe siècle • XIXe siècle • XXe siècle • XXIe siècle |
| • Retour à la chronologie générale de la musique classique • |

| Années en musique classique : 1901 - 1902 - 1903 - 1904 - 1905 - 1906 - 1907    |
| Décennies en musique classique : 1870 - 1880 - 1890 - 1900 - 1910 - 1920 - 1930 |

## Événements

### Créations

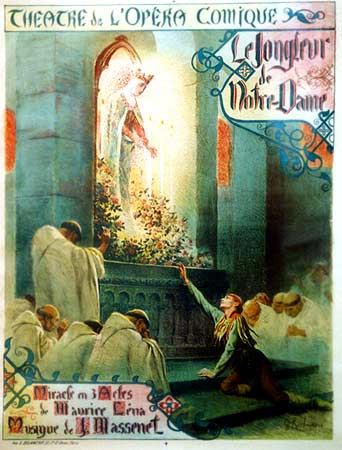
Affiche du Jongleur de Notre-Dame.

- 13 janvier : Kossuth, poème symphonique de Béla Bartók, créé à Budapest sous la direction d'István Kerner.
- 21 janvier : Jenůfa, opéra de Leoš Janáček, créé à Brno.
- 17 février : Madame Butterfly, opéra de Giacomo Puccini, créé à la Scala de Milan par Rosina Storchio, sous la direction de Cleofonte Campanini. C'est un fiasco, l'opéra est retiré, remanié et recréé à Brescia avec Solomiya Krushelnytska en mai 1904 où il triomphe. Il sera bientôt repris avec notamment Enrico Caruso sous la direction d'Arturo Toscanini, d'abord à Buenos Aires, puis partout dans le monde.
- 28 février : la Symphonie no 2 en si bémol majeur de Vincent d'Indy créée aux Concerts Lamoureux à Paris.
- 5 mars : le Quatuor à cordes de Maurice Ravel, composé en 1902-1903, créé par le Quatuor Heyman.
- 18 mars : Baba-Yaga, tableau symphonique d'Anatoli Liadov, créé à Saint-Pétersbourg.
- 21 mars : la Sinfonia Domestica de Richard Strauss, créée au Carnegie Hall de New York.
- 25 mars : Armida, opéra d'Antonín Dvořák, créé au Théâtre national de Prague.
- 10 mai : Le Jongleur de Notre-Dame de Jules Massenet, première à Paris à l'Opéra-Comique.
- 17 mai : 
  - Schéhérazade de Maurice Ravel, créé aux Bouffes-Parisiens.
  - Résurrection d'Albert Roussel, créé à Paris sous la direction d'Alfred Cortot.
- 23 avril : Cendrillon opérette de chambre de Pauline Viardot, créée au salon parisien de la dramaturge.
- 2 juillet : reprise de Madame Butterfly à Buenos Aires puis à Montevideo dirigé par Arturo Toscanini avec Rosina Storchio.
- 15 octobre : début des cours d’Arnold Schönberg à la seconde école de Vienne.
- 16 octobre : Pan Voyevoda, opéra de Nicolaï Rimski-Korsakov, créé à Saint-Pétersbourg.
- 18 octobre : la Symphonie no 5 de Mahler, créée à Cologne sous la direction du compositeur.
- 10 novembre : le Concerto de Piano de Ferruccio Busoni, créé à Berlin.
- 30 novembre : Risurrezione, opéra de  Franco Alfano, créé à Turin.
- 11 décembre : la Symphonie no 2 en fa majeur de Giuseppe Martucci est créée sous la direction du compositeur.

Date indéterminée
- Publication de L'Isle joyeuse, pièce pour piano de Claude Debussy.
- Scènes romantiques, cycle de 6 pièces pour piano d'Enrique Granados.
- Kindertotenlieder (Chants pour des enfants morts) de Gustav Mahler (création en 1905).
- L'Orfeo de Claudio Monteverdi est donné en version de concert à Paris.
- Quatuor à cordes no 3 en ré mineur de Max Reger.
- Kitèje, opéra de Nicolaï Rimski-Korsakov.
- Kyllikki, pour piano Jean Sibelius.

### Autres
- 7 février : concert inaugural de l'Orchestre symphonique de Madrid.
- Premier Bachfest Leipzig (Festival Bach à Leipzig), organisé par la Neue Bachgesellschaft.
- Création de l'Orchestre de la Résidence de La Haye.

## Naissances

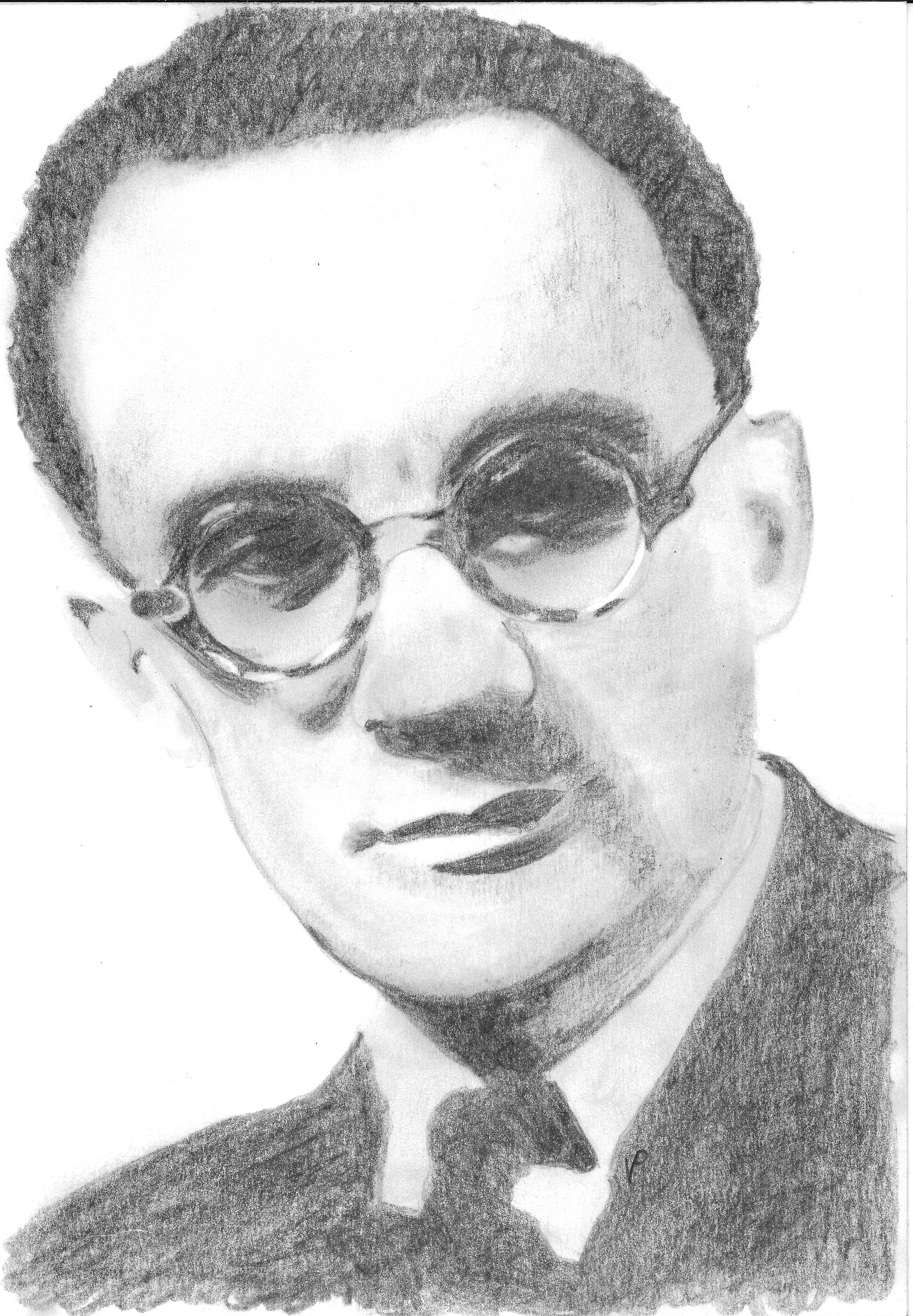
Nikos Skalkottas

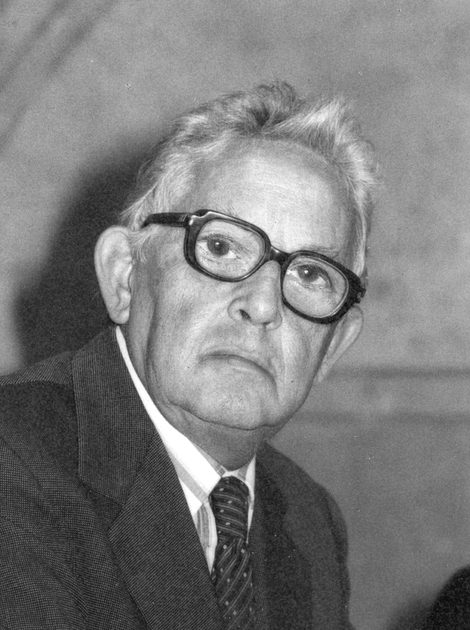
Goffredo Petrassi

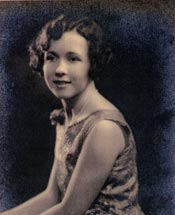
Dorothy Parke

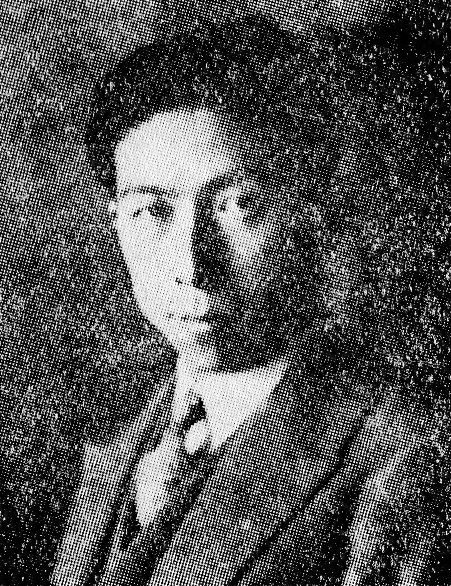
Kunihiko Hashimoto

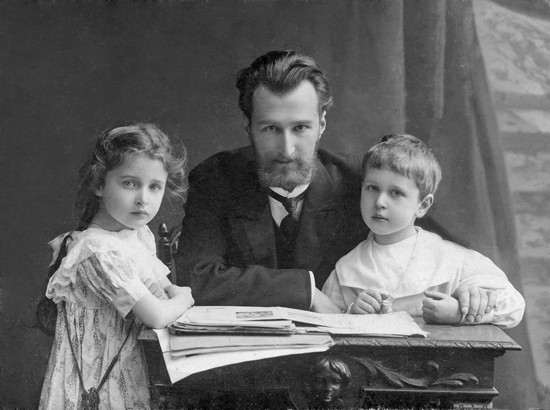
Dmitri Kabalevski

- 4 janvier : Erik Chisholm, compositeur, pianiste, musicologue et chef d'orchestre écossais († 8 juin 1965).
- 9 janvier : Conrad Letendre, compositeur, organiste, pédagogue, théoricien et compositeur québécois († 20 novembre 1977).
- 13 janvier : Richard Addinsell, compositeur britannique († 14 novembre 1977).
- 2 février : Robert Van Doren, clarinettiste classique français et président de la fabrique d'anches et de becs Vandoren († 24 février 1996).
- 3 février : Luigi Dallapiccola, compositeur italien († 19 février 1975).
- 23 février : Raymond Vincy, librettiste et parolier français († 26 mai 1968).
- 4 mars : Joseph Schmidt, ténor lyrique autrichien et roumain († 16 novembre 1942).
- 8 mars :
  - Gerald Abraham, musicologue anglais († 18 mars 1988).
  - Níkos Skalkótas, compositeur grec († 19 septembre 1949).
- 14 mars : Esther Rofe, compositrice australienne († 26 février 2000).
- 26 mars : Hermann Schroeder, compositeur allemand († 7 octobre 1984).
- 17 avril : Joseph Ahrens, organiste et compositeur allemand († 21 décembre 1997).
- 18 avril : Pēteris Barisons, compositeur et chef d’orchestre letton († 13 juillet 1947).
- 27 avril : Pierre Nougaro, chanteur lyrique baryton français († 26 octobre 1988).
- 28 avril : Willi Kollo, compositeur et auteur allemand († 4 février 1988).
- 5 mai : Guy Lafarge, compositeur français († 17 décembre 1990).
- 9 mai : Reinhard Schwarz-Schilling,  compositeur allemand († 9 décembre 1985).
- 10 mai : Frieda Belinfante, violoncelliste et chef d'orchestre néerlandaise († 25 avril 1995).
- 15 mai : Vladas Jakubėnas, compositeur, pianiste, critique musical et musicologue lituanien († 13 décembre 1976).
- 17 mai : Fritz Lehmann, chef d'orchestre allemand († 30 mars 1956).
- 25 mai : Kurt Thomas, compositeur, pédagogue et Thomaskantor allemand († 31 mars 1973).
- 26 mai : Vlado Perlemuter, pianiste français d'origine polonaise († 4 septembre 2002).
- 29 mai : Grigory Ginzburg, pianiste soviétique († 5 décembre 1961).
- 3 juin : Jan Peerce, ténor et Hazzan américain († 15 décembre 1984).
- 11 juin : Emil František Burian, journaliste, compositeur, poète, dramaturge et réalisateur tchèque († 9 août 1959).
- 12 juin : John Newmark, pianiste québécois († 14 octobre 1991).
- 13 juin : 
  - Émile Goué, compositeur français († 10 octobre 1946).
  - Felix Salzer, théoricien de la musique, musicologue et pédagogue austro-américain († 12 août 1986).
- 18 juin : Manuel Rosenthal, compositeur et chef d'orchestre français († 5 juin 2003).
- 19 juin : Balys Dvarionas, compositeur, pianiste et chef d'orchestre († 23 août 1972).
- 22 juin : Margarete Wallmann, chorégraphe et metteur en scène d'opéra autrichienne († 2 mai 1992).
- 5 juillet : Franz Syberg, compositeur danois († 11 décembre 1955).
- 10 juillet : Iša Krejčí, compositeur, chef d'orchestre et dramaturge tchèque († 6 mars 1968).
- 14 juillet : 
  - Putnam Aldrich, claveciniste américain († 18 avril 1975).
  - Nadia Reisenberg, pianiste américaine d'origine lituanienne († 10 juin 1983).
- 16 juillet : Goffredo Petrassi, compositeur italien († 3 mars 2003).
- 23 juillet : Georges Hugon, compositeur français († 19 juin 1980).
- 29 juillet : Dorothy Parke, compositrice et professeur de musique nord-irlandaise († 5 février 1990 (à 85 ans)).
- 30 juillet : Irène Aïtoff, chef de chant et pianiste française († 5 juillet 2006).
- 15 août : Engelbert Brenner, hautboïste américain († 16 septembre 1986).
- 16 août : 
  - Ralph Downes, organiste anglais († 24 décembre 1993).
  - Guy Ferchault, musicologue et critique musical français († 14 novembre 1980).
- 17 août : Leopold Nowak, musicologue autrichien († 27 mai 1991).
- 23 août : William Primrose, altiste écossais († 1er mai 1982).
- 24 août : Ludwig Schmidseder, compositeur allemand († 21 juin 1971).
- 27 août : José Asunción Flores, compositeur paraguayen († 16 mai 1972).
- 9 septembre : Walter Bricht, pianiste et compositeur américain d’origine autrichienne († 20 mars 1970).
- 12 septembre : Gavriil Popov, compositeur soviétique († 17 février 1972).
- 14 septembre :
  - Kunihiko Hashimoto, compositeur, violoniste, chef d'orchestre et professeur de musique japonais († 6 mai 1949).
  - Richard Mohaupt, compositeur germano-américain († 3 juillet 1957).
- 21 septembre : Norbert Dufourcq, organiste et musicographe français († 19 décembre 1990).
- 29 septembre : Franz Willy Neugebauer, trompettiste allemand († 12 mars 1975).
- 21 octobre : Henri Médus, chanteur d'opéra français († 11 novembre 1985).
- 25 octobre : Cemal Reşit Rey, compositeur turc († 7 octobre 1985).
- 26 octobre : Boris Khaïkine, chef d'orchestre soviétique († 10 mai 1978).
- 3 novembre : Jānis Kalniņš, compositeur, chef d'orchestre, organiste et pédagogue canadien († 30 novembre 2000).
- 15 novembre : Mosco Carner, musicologue, chef d'orchestre et critique musical britannique († 3 août 1985).
- 18 novembre : Guido Santórsola, Violoniste , Compositeur et Pédagogue  uruguayen († 24 septembre 1994).
- 19 novembre : Kurt Bendix, chef d'orchestre suédois († 11 mai 1992).
- 25 novembre : Toni Ortelli, alpiniste, chef d'orchestre et compositeur italien († 3 mars 2000).
- 16 décembre : Serge Berthoumieux, critique musical, violoniste, et librettiste français († 10 décembre 1986).
- 30 décembre : Dmitri Kabalevski, compositeur russe († 18 février 1987).
- 31 décembre : Gabriel Dussurget, mécène et directeur de scènes musicales († 28 juillet 1996).

Date indéterminée
- Italo Brancucci, compositeur italien et professeur de chant († 1958).

## Décès

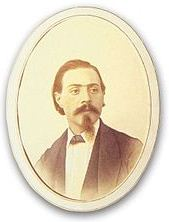
Oreste Síndici

- 4 janvier : Mitrofan Belaïev, éditeur de musique et mécène russe (° 22 février 1836).
- 12 janvier : Oreste Síndici, compositeur italo-colombien (° 31 mai 1828).
- 15 janvier : Eduard Lassen, chef d'orchestre et compositeur belge d'origine danoise (° 13 avril 1830).
- 27 janvier : Gustave Adolphe Bernardel, luthier français (° 20 avril 1832).
- 10 février : Gottfried Mann, pianiste, chef d'orchestre et compositeur néerlandais (° 15 juillet 1858).
- 15 février : Edmond Vergnet, ténor d'opéra français (° 4 juillet 1850).
- 29 février : Félix Jouffroy, compositeur français (° 27 février 1831).
- 1er mars : Francis Boott, compositeur américain (° 24 juin 1813).
- 11 mars : Charles Grisart, compositeur d'opéras français (° 29 septembre 1837).
- 13 avril : Julian Sturgis, écrivain, poète, librettiste américain puis britannique (° 21 octobre 1848).
- 1er mai : Antonín Dvořák, compositeur tchèque (° 8 septembre 1841).
- 14 mai : Richard Hol, chef d'orchestre, compositeur, pédagogue et pianiste néerlandais (° 23 juillet 1825).
- 19 mai : Korla Awgust Kocor, compositeur et chef d'orchestre allemand (° 3 décembre 1822).
- 7 juin : Carl Helsted, compositeur danois (° 4 janvier 1818).
- 3 août :  Ellen Riley Wright, compositrice anglaise (° 24 décembre 1859).
- 6 août : Eduard Hanslick, musicologue autrichien (° 11 septembre 1825).
- 10 septembre : Leo Stern, violoncelliste anglais (° 5 avril 1862).
- 1er octobre : Samuel Rousseau, compositeur, organiste et musicographe français (° 11 juin 1853).
- 25 octobre : Teresa Milanollo, violoniste et compositrice italienne (° 28 août 1827).
- 4 novembre : Gaston Serpette, compositeur, chef d'orchestre et critique français (° 4 novembre 1846).

Date indéterminée
- Édouard-Fortuné Calabresi, musicien, chef d'orchestre et directeur de théâtre français (° 2 décembre 1824).
- Émilie Mathieu, femme de lettres et compositrice de musique française (° 1818).